# Pachycarpus grantii
Pachycarpus grantii là một loài thực vật có hoa trong họ La bố ma. Loài này được (Oliv.) Bullock mô tả khoa học đầu tiên năm 1953.